# Кијевски мисал
Кијевски мисал (Кијевски листићи) је седмолисни глагољски рукопис старословенског канона који садржи делове римокатоличке литургије. Сматра се најстаријим и најархаичнијим старословенским рукописом и датиран је најкасније у 10. веку. Седам листова пергамента сачувани су у малом формату (14,5x10,5 cm). Има необичан тип глагољских слова која се разликују од репрезентативних споменика старословенског канона. Слова не допиру до доње линије већ су везана за горњу и „висе” с ње.

## Датирање и порекло
Прва страница рукописа је писана касније, вероватно на прелазу из 11. и 12. век. Лингвистичка, палеографска и графичка својства указују на то да је пореклом са Балкана. На тој првој страни је спроведен једнојеров систем који је карактеристичан за писменост нашег подручја. 
Преосталих шест листова показују чешке и словачке дијалекатске црте и они датирају из 10. века. Један од главних доказа њихове старине јесте доследно чување полугласника Јж— у 10. веку још увек није дошло до вокализације полугласника.
Нађени су у манастиру Свете Катарине на Синају. Написао их је Димитрије Синаит и чувају се у Кијеву.

## Узорак текста
по въсѫдѣ :. Смѣрьно тѧ молимъ вьсемогъи б҃же . молитвами свѧтыхъ твоихъ . и ты самъ бѫди . и даръ твои въсели въ ны . и врѣмѧ наше въ правьдѫ постави :. г҃мь :.
мьшѣ на вьсѧ дьни вьсего лѣта обидѫцѣ :. Б҃ъ иже тварь своѭ велми помилова . и по гнѣвѣ своемь . изволи въплътити сѧ съпасениѣ ради чловѣчьска . и въсхотѣвъ намъ оутврьди срьдьцѣ нашѣ . и милостиѭ твоеѭ просвѣти ны : г҃мь :
надъ оплатъмь :. Близъ насъ бѫди г҃и просимъ тѧ . и молитвѫ нашѫ оуслыши . да оупъвание [въ]ньмемъ дѣлъ своихъ . и въ любъвь даръ сь тебѣ приносимъ : г҃мь :.
прѣфациѣ: вѣчьнъи б҃же : Небесьскыѧ твоѧ силы просимъ и молимъ . да съ вышьними твоими . достоины сътвориши ны : и вѣчьнаѣ твоѣ ихъже жѧдаемъ подасъ намъ милостивьно : х҃мь г҃мь нашимь . и҃мь
по въсѫдѣ :. Просимъ тѧ г҃и дазь намъ . да свѧтъи твои въсѫдъ приемлѭце достоини бѫдемъ очишчениѣ твоего . и вѣра твоѣ въ насъ да въздрастетъ : г҃мь нашимь ис҃м .